# Гаврил II Могила
Гаврил II Могила (на румънски: Gavril II Movilă) е на два пъти господар на Влахия (1616, 1618 – 1620).
Син на влашкия и молдовски господар Симеон Могила, брат на молдовския господар Моисей Могила и на Михаил Могила, както и киевския митрополит – Петър Могила.

## Биография
През август 1616 г. влашките боляри гонят своя господар Раду Михня и избират за нов Гаврил Могила. Незабавно през септември 1616 г. османският фаворит Александру IV Илияш (1616 – 1618) завзема господарското място и гони Могила в Молдова.
През юни 1618 г. в резултат от всенародно въстание, Александър Илияш е свален от власт. Гаврил Могила за втори път е господар на Влахия, което е утвърдено от османския султан. Поддържа добри отношения с Жечпосполита.
През 1619 г. Гаврил Могила сключва съюзен договор с трансилванския владетел Габор Бетлен. През 1620 г. османският султан Осман II започва война срещу Полша и отстранява от власт, като господар, Гаврил Могила. Начело на Влахия се завръща Раду Михня (1620 – 1626).
Гаврил Могила напуска Влахия и се установява в Трансилвания, където се жени през 1622 г. за богатата унгарска аристократка Елисавета Золеми. До края на живота си пребивава в трансилванския владетелски двор. 